# Milaca
Milaca é uma cidade localizada no estado americano de Minnesota, no Condado de Mille Lacs.

## Demografia
Segundo o censo americano de 2000, a sua população era de 2580 habitantes.
Em 2006, foi estimada uma população de 3007, um aumento de 427 (16.6%).

## Geografia
De acordo com o United States Census Bureau tem uma área de
8,3 km², dos quais 8,3 km² cobertos por terra e 0,0 km² cobertos por água.

## Localidades na vizinhança
O diagrama seguinte representa as localidades num raio de 20 km ao redor de Milaca.